# Partito Socialista degli Stati Uniti d'America
Il Partito Socialista degli Stati Uniti d'America (Socialist Party of the United States of America) è uno degli eredi del Partito Socialista d'America di Eugene V. Debs e Norman Thomas. È un partito democratico socialista, con più correnti interne, che sostiene un'ampia rivoluzione socialista democratica dal basso. Il suo affiliato giovanile è il Young People's Socialist League.

## Storia
Il Partito Socialista USA è uno dei tre partiti emersi dalla separazione del Partito Socialista d'America nel 1972-1973.
Nel 1958 la Lega Trotskysta Socialista Indipendente guidata da Max Shachtman si sciolse dando vita al Partito Socialista Americano. Shachtman virò bruscamente a destra sin dai suoi primi giorni come capo di Trotskyist sostenendo sia l'opposizione militare al comunismo sovietico che l'allineamento del Partito Socialista a quello democratico, perdendo la propria indipendenza. Dal 1972 il comitato elettorale unito di Shachtman prese il controllo del Partito Socialista e bloccò una risoluzione contraria alla guerra in Vietnam. Alle elezioni presidenziali statunitensi del 1972 lo stesso comitato elettorale inizialmente sostenne Scoop Jackson e infine rifiutò di opporsi a Richard Nixon dopo che Jackson fu sconfitto alle primarie.
In risposta due gruppi si scissero: la Coalition Caucus guidata da Michael Harrington e supportata dal democratico pacifista George McGovern, che andò a formare la Democratic Socialist Organizing Committee (successivamente chiamata Democratic Socialists of America), e la Debs Caucus, che ripropose il candidato pacifista del Partito Popolare Benjamin Spock. La Debs Caucus formò l'Unione per il Socialismo democratico, che divenne il Partito Socialista USA nel 1973, quando gli shachtmaniani che rimasero nello SPA rinominarono la loro organizzazione Socialdemocratici USA. Numerose branche locali e statali del vecchio SPA, inclusi i partiti di Wisconsin, California ed Illinois, parteciparono alla formazione del Partito Socialista USA.
Impegnato in politiche socialiste indipendenti, il ricostituito SP iniziò velocemente a piazzare i propri candidati, incluso un ticket presidenziale nel 1976 per Frank P. Zeidler e J. Quinn Brisben. Nel 1980 l'SP diventò il primo partito a candidare un omosessuale dichiarato per il ruolo di presidente degli Stati Uniti, l'attivista pacifista David McReynolds, che si candidò una seconda volta nel 2000.
Nel 1976 Jacqueline Srouji, un reporter del giornale di Nashville The Tennessean, fu licenziato per aver fornito informazioni confidenziali e possibili agent provocateur per l'FBI. Una delle accuse era che come membro del Tennessee Valley Local in seno all'SP avesse tentato di convincere altri 2 membri e 2 impiegati del giornale a vandalizzare il Nashville Federal Office Building. Ciò avvenne durante l'era del COINTELPRO.
Il Partito Socialista è cresciuto in maniera sostanziale nei primi anni del XXI secolo passando da 600 a 1700 membri. I socialisti hanno sorpreso più volte in diverse recenti elezioni: nel 1992 la consigliera socialista di Iowa City Karen Kubby è stata rieletta con il voto complessivo più alto della storia del concilio di Iowa City, ed eletta ancora in seguito, restando in carica fino al suo ritiro dal Concilio nel 2000; a Milwaukee nel 2000 il socialista Wendell Harris ha ricevuto più del 20% dei voti per l'elezione a sindaco; nel 2008 il socialista Jon Osbourne ha ottenuto il 22% dei voti per il seggio al senato del Rhode Island, candidatosi nel 34º distretto, andando al ballottaggio; il partito si è rifiutato di appoggiare la campagna di Howie Hawkins per il senato di New York nel 2006 a causa della poca enfasi che Hawkins poneva sulla sua appartenenza al Partito Socialista e nella presentazione di un programma realmente socialista (nonostante ciò Hawkins ha ricevuto il supporto dei membri nazionali e locali di New York).
Il Partito Socialista si concentra sull'attivismo di base oltre che sulla politica elettorale. Ha condotto la campagna attivista "Socialist Summer" negli ultimi anni per affrontare questioni come la lotta al reclutamento militare e combattere per la fine del complesso militare-industriale, promuovere un sistema sanitario assistenziale, supportare i lavoratori immigrati e combattere le persecuzioni contro di essi scatenatesi dopo gli attentati dell'11 settembre 2001 e promuovere le libertà ed i diritti civili. Per promuovere l'attivismo l'SP ha creato una doppia struttura di commissioni in aggiunta agli affiliati locali e statali, che permetta ai membri con interessi comuni di formare una rete e di condurre campagne. Le commissioni attive includono la Commissione Femminile, la Commissione Lavoro, la Commissione Socialista per la Fede, la Commissione per gli Omosessuali, quelle per le persone di colore, la Commissione Ambientale ed altre.
Il Partito Socialista scrive convenzioni nazionali negli anni dispari ed organizza conferenze in quelli pari.

## Piattaforma e principi
Il Partito Socialista statunitense si descrive come un partito democratico, opposto sia al capitalismo che allo stalinismo. I princìpi e la piattaforma del partito sono chiamati all'eliminazione del potere delle grandi imprese attraverso la proprietà pubblica passando il controllo ai lavoratori, instaurando una produzione finalizzata all'uso invece che al profitto e creando una società senza classi. Il partito è inoltre fortemente impegnato nell'internazionalismo proletario, nella lotta contro il razzismo, il sessismo, il classismo, l'eterosessismo e l'omofobia, nell'abolizione della pena di morte e nell'orientamento del sistema di giustizia penale al carcere industriale.
Essendo un partito con più tendenze, rifiuta i modelli di organizzazione riferiti ad un gruppo quadro come la pratica comunemente chiamata "democrazia centralista", ovvero i membri del partito sono spesso liberi di non essere d'accordo con le linee guida del partito. Tuttavia i tesserati sono chiamati a confermare la loro aderenza ai princìpi base del partito, "Socialismo come Democrazia Radicale", e a rispettare il suo statuto. Coesistono all'interno del partito opinioni diverse anche sulle modalità di approdo al socialismo, in base alla "Dichiarazione dei princìpi", ma i suoi membri sono tenuti ad impegnarsi in una almeno relativa unità d'azione: la maggior parte di essi propende per un approccio massimalista, ovvero più radicale, invece che per quello riformista e graduale; alcuni propongono la nonviolenza rivoluzionaria o il pacifismo, mentre altri considerano la guerra armata un'opzione da prendere in considerazione. Lo Statuto dei princìpi respinge l'equiparazione del socialismo con il welfare state e chiama alla rivoluzione sociale democratica dal basso.
Sul piano del femminismo il PS si conforma al modus operandi del femminismo nella sua globalità. Si propugna la parità dei sessi fra i suoi delegati alla Convenzione Nazionale, fra i membri del Congresso Nazionale, e i presidenti e vicepresidenti nazionali. L'aborto viene considerato uno dei servizi sanitari essenziali della donna (una commissione femminile apposita pubblica anche il giornale Socialist Women).

## Scissioni
- 1972 - Comitato Organizzatore dei Socialisti Democratici (confluito nel 1982 nei Democratic Socialists of America)

## Ticket presidenziali
- 1976, Frank P. Zeidler e J. Quinn Brisben: 6 038 voti
- 1980, David McReynolds e Diane Drufenbrock: 6 898 voti
- 1984: Nessuno; si è deciso di appoggiare il Citizens Party, ticket di Sonia Johnson e Richard J. Walton
- 1988, Willa Kenoyer e Ron Ehrenreich: 3 882 voti
- 1992, J. Quinn Brisben e Barbara Garson: 3 057 voti
- 1996, Mary Cal Hollis ed Eric Chester: 4 764 voti (al ballottaggio in 5 stati, official write-in status in altri 7)
- 2000, David McReynolds e Mary Cal Hollis: 5 602 voti (al ballottaggio in 7 stati, official write-in status in altri 7)
- 2004, Walt Brown e Mary Alice Herbert: 10 837 voti (al ballottaggio in 8 stati, official write-in status in altri 11)
- 2008, Brian Moore e Stewart Alexander: 7 251 voti[11], non contando ancora write-in votes (al ballottaggio in 8 stati, official write-in status in altri 15)
- 2012: Stewart Alexander e Alejandro Mendoza: 4 430 voti
- 2016: Mimi Soltysik e Angela Nicole Walker: 4 061 voti
- 2020: Howie Hawkins e Angela Nicole Walker: 404 084 voti